# Fatih Özbaş
Fatih Özbaş (ur. 1 października 1971 w Pasinler) – turecki i od 1994 roku niemiecki zapaśnik w stylu wolnym. Olimpijczyk z Barcelony 1992, gdzie zajął piąte miejsce w kategorii 68 kg. Jedenasty w mistrzostwach świata w 1998. Zajął czwarte miejsce w mistrzostwach Europy w 1993. Brązowy medal na igrzyskach śródziemnomorskich w 1993. Piąty w Pucharze Świata w 1992 i 1998. Wicemistrz Europy juniorów w 1998 roku.
Jego córka Szofi Özbas była judoczką, olimpijką z Tokio 2020.